# Johan III. de Witt
Johan de Witt (* 11. Dezember 1694 in Dordrecht; † 27. Mai 1751 in Brüssel) war der Sohn von Johan II. de Witt und dessen Frau (und Cousine) Wilhelmina de Witt, einer Tochter von Cornelis de Witt. Das Dordrechter Geschlecht De Witt war eine der ältesten Patrizierfamilien Hollands und spielte im Goldenen Zeitalter der Niederlande eine bedeutende Rolle in der niederländischen Politik.
Nach dem im Jahre 1701 frühzeitig erfolgten Tod seines Vaters erbte Johan de Witt als dessen ältester Sohn die grundherrlichen Rechte von Zuid- und Noord-Linschoten, Snelrewaard, Hekendorp und IJsselveere.
Im Jahre 1714 beendete De Witt sein Rechtsstudium an der Universität Leiden, um im darauffolgenden Jahr seine Tätigkeit als Stadtrichter in Dordrecht aufzunehmen. Im Jahre 1726 verzog De Witt mit seiner Ehefrau Maria Catharina Theresia van Heydenrijck (einer Tochter von Mr. Pieter Jacob van Heydenrijck – Ratsherr im Hohen Rat von Mechelen – und Maria Joanna van der Steen) nach Brüssel. Er konvertierte zum Katholizismus und trat in den österreichischen Staatsdienst ein. Dort fungierte er als Ratsherr und später als Präsident der Rechenkammer der österreichischen Niederlande, welches im Jahre 1735 gegründet wurde.
De Witt war einer der Initiatoren für die Herausgabe der gesammelten Briefe seines Großvaters Johan de Witt, dem bedeutenden Staatsmann der Niederlande.